# Księżpol (gemeente)

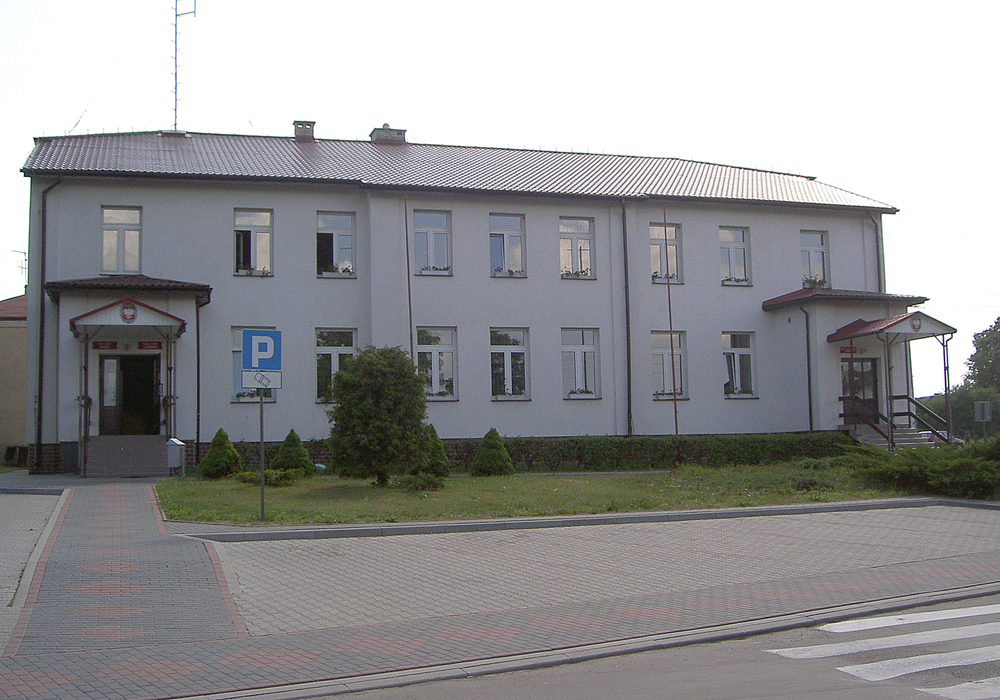
Urząd Gminy Księżpol

De gemeente Księżpol is een landgemeente in het Poolse woiwodschap Lublin, in powiat Biłgorajski.
De zetel van de gemeente is in Księżpol.
Op 31 december 2006 gminę zamieszkiwały 6.784 inwoners.

## Oppervlakte gegevens
In 2002 bedroeg de totale oppervlakte van gemeente Księżpol 142,36 km², waarvan:
- agrarisch gebied: 71%
- bossen: 23%

De gemeente beslaat 8,48% van de totale oppervlakte van de powiat.

## Demografie
Stand op 30 juni 2004:
| Omschrijving                   | Totaal | Totaal | Vrouwen | Vrouwen | Mannen | Mannen |
| ------------------------------ | ------ | ------ | ------- | ------- | ------ | ------ |
| eenheid                        | aantal | %      | aantal  | %       | aantal | %      |
| inwoners                       | 6806   | 100    | 3394    | 49,9    | 3412   | 50,1   |
| bevolkingsdichtheid (inw./km²) | 47,8   | 47,8   | 23,8    | 23,8    | 24     | 24     |

In 2002 bedroeg het gemiddelde inkomen per inwoner 1302,56 zł.

## Administratieve plaatsen (sołectwo)
Borki, Budzyń, Księżpol, Markowicze, Nowy Lipowiec, Nowy Majdan, Przymiarki, Rakówka, Rogale, Stary Lipowiec, Stary Majdan, Zanie, Zawadka, Zynie.

## Overige plaatsen
Bukowiec, Gliny, Kamionka, Korchów Drugi, Korchów Pierwszy, Pawlichy, Kuchy-Kolonia, Kulasze, Marianka, Markowicze-Cegielnia, Płusy, Stare Króle, Telikały.

## Aangrenzende gemeenten
Aleksandrów, Biłgoraj, Biszcza, Łukowa, Tarnogród
- Virtual International Authority File: 65148752275341202340